# Liang Wenbó
Liang Wenbó (梁文博S, Liáng wénbóP; Zhaodong, 5 marzo 1987) è un giocatore di snooker cinese.

## Carriera
Liang Wenbó è diventato professionista nel 2005 ed è stato uno dei primi cinesi ad entrare a far parte del Main Tour.
Al suo primo Campionato mondiale disputato in carriera (2008) riesce ad arrivare ai quarti perdendo per 13-7 contro il futuro vincitore Ronnie O'Sullivan. Lo stesso risultato che ha poi conquistato al primo UK Championship giocato (2009).
Nello stesso anno Liang perde contro O'Sullivan la finale dello Shanghai Masters per 10-5.
Il 17 luglio 2011 vince insieme a Ding Junhui la prima World Cup, risultato che i due cinesi ripeteranno nel 2017. Nel 2015 Liang raggiunge la finale dello UK Championship perdendo poi 10-5 contro Neil Robertson.
Nel 2016 vince per 9-6 il primo titolo Ranking, l'English Open contro Judd Trump diventando il primo vincitore in assoluto dei tornei Home Nations Series.
Liang inizia la stagione 2019-2020 perdendo la finale della World Cup contro la Scozia insieme a Zhou Yuelong. Raggiunge i quarti di finale allo UK Championship tornando nelle fasi finali di un torneo Ranking dopo quasi tre anni; Liang aveva infatti conquistato una semifinale nel World Grand Prix 2017.

## Ranking[14]
| Stagione  | Ranking iniziale | Ranking finale |
| --------- | ---------------- | -------------- |
| 2005-2006 | Non classificato | 78             |
| 2006-2007 | Non classificato | 66             |
| 2007-2008 | 66               | 40             |
| 2008-2009 | 40               | 27             |
| 2009-2010 | 27               | 16             |
| 2010-2011 | 16               | 30             |
| 2011-2012 | 30               | 37             |
| 2012-2013 | 37               | 32             |
| 2013-2014 | 32               | 21             |
| 2014-2015 | 26               | 22             |
| 2015-2016 | 22               | 17             |
| 2016-2017 | 17               | 11             |
| 2017-2018 | 11               | 19             |
| 2018-2019 | 19               | 41             |
| 2019-2020 | 41               | 35             |
| 2020-2021 | 35               |                |

### Break Massimi da 147: 3[15]
| N° | Anno | Competizione                        | Avversario   | Note   |
| -- | ---- | ----------------------------------- | ------------ | ------ |
| 1  | 2008 | Bahrain Championship Qualificazioni | Martin Gould | [ 16 ] |
| 2  | 2017 | English Open                        | Tom Ford     | [ 17 ] |
| 3  | 2018 | Campionato mondiale Qualificazioni  | Rod Lawler   | [ 18 ] |

## Tornei vinti

### Titoli Non-Ranking: 1
| Titoli Ranking | Titoli Ranking | Titoli Ranking | Titoli Ranking |
| -------------- | -------------- | -------------- | -------------- |
| Competizione   | Anno           | Avversario     | Note           |
| English Open   | 2016           | Judd Trump     | [ 9 ]          |

| Titoli Non-Ranking              | Titoli Non-Ranking | Titoli Non-Ranking | Titoli Non-Ranking |
| ------------------------------- | ------------------ | ------------------ | ------------------ |
| Competizione                    | Anno               | Avversario         | Note               |
| Beijing International Challenge | 2009               | Stephen Maguire    | [ 19 ]             |

| In squadra   | In squadra                             | In squadra                     | In squadra  |
| ------------ | -------------------------------------- | ------------------------------ | ----------- |
| Competizione | Anno/Compagno                          | Avversario                     | Note        |
| World Cup    | 2011 - 2017/ Ding Junhui - Ding Junhui | Irlanda del Nord - Inghilterra | [ 6 ] [ 7 ] |

- Asian Tour: 1 (Zhengzhou Open 2013)

## Finali perse

### Titoli Non-Ranking: 2
| Titoli Ranking   | Titoli Ranking | Titoli Ranking    | Titoli Ranking |
| ---------------- | -------------- | ----------------- | -------------- |
| Competizione     | Anno           | Avversario        | Note           |
| UK Championship  | 2015           | Neil Robertson    | [ 8 ]          |
| Shanghai Masters | 2009           | Ronnie O'Sullivan | [ 5 ]          |

| Titoli Non-Ranking | Titoli Non-Ranking | Titoli Non-Ranking | Titoli Non-Ranking |
| ------------------ | ------------------ | ------------------ | ------------------ |
| Competizione       | Anno               | Avversario         | Note               |
| General Cup        | 2009               | Ricky Walden       | [ 20 ]             |
| HK Spring Trophy   | 2011               | Cao Yupeng         | [ 21 ]             |

| Tornei varianti            | Tornei varianti | Tornei varianti    | Tornei varianti |
| -------------------------- | --------------- | ------------------ | --------------- |
| Competizione               | Anno            | Avversario         | Note            |
| Six-Red World Championship | 2015            | Thepchaiya Un-Nooh | [ 22 ]          |

| In squadra   | In squadra         | In squadra | In squadra |
| ------------ | ------------------ | ---------- | ---------- |
| Competizione | Anno/Compagno      | Avversario | Note       |
| World Cup    | 2019/ Zhou Yuelong | Scozia     | [ 11 ]     |

- Euro Players Tour Championship: 1 (Rhein-Main Masters 2010)
- Asian Tour: 1 (Dongguan Open 2014)